# Trifolium bilineatum
Trifolium bilineatum är en ärtväxtart som beskrevs av Johann Baptist Georg Wolfgang Fresenius. Trifolium bilineatum ingår i släktet klövrar, och familjen ärtväxter. Inga underarter finns listade i Catalogue of Life.